# Obscured by Clouds
Obscured by Clouds é o sétimo álbum de estúdio, e ao mesmo tempo uma trilha sonora da banda britânica de rock Pink Floyd para o filme francês La Vallée, lançado em 1972.
Na época em que o disco foi produzido, a banda já trabalhava em The Dark Side of the Moon, sendo que muitos de seus elementos são encontrados em Obscured by Clouds. O tecladista Richard Wright, o baixista Roger Waters e o guitarrista David Gilmour escreveram juntos e individualmente a maioria das faixas.

## Título
Logo após o álbum ser gravado, o Pink Floyd se desentendeu com a produtora do filme: como consequência, o álbum não foi nomeado com o nome do filme (La Vallée), como seria natural, mas sim com o título da primeira faixa do álbum, Obscured by Clouds. Em resposta, a produtora do filme renomeou o filme como La Vallée (Obscured by Clouds).

## Capa
A capa do álbum mostra a fotografia fora de foco de um homem pendurado numa árvore.
| Críticas profissionais     | Críticas profissionais |
| Avaliações da crítica      | Avaliações da crítica  |
| Fonte                      | Avaliação              |
| -------------------------- | ---------------------- |
| All Music Guide link       | 2 de 5 estrelas.       |
| Robert Christgau link      | C                      |
| Rolling Stones Album Guide | 4 de 5 estrelas.       |

## Faixas

### Lado A
| N.º | Título                                                      | Duração |  |
| 1.  | "Obscured by Clouds" (David Gilmour/Roger Waters)           | 03:03   |  |
| 2.  | "When You're In" (Gilmour/Nick Mason/Waters/Richard Wright) | 02:30   |  |
| 3.  | "Burning Bridges" (Waters/Wright)                           | 03:29   |  |
| 4.  | "The Gold It's in the..." (Gilmour/Waters)                  | 03:07   |  |
| 5.  | "Wot's... Uh The Deal" (Gilmour/Waters)                     | 05:08   |  |
| 6.  | "Mudmen" (Gilmour/Wright)                                   | 04:20   |  |

### Lado B
| N.º | Título                                              | Duração |  |
| 1.  | "Childhood's End" (Gilmour)                         | 04:31   |  |
| 2.  | "Free Four" (Waters)                                | 04:15   |  |
| 3.  | "Stay" (Wright/Waters)                              | 04:05   |  |
| 4.  | "Absolutely Curtains" (Gilmour/Mason/Waters/Wright) | 05:52   |  |

### Singles
- "Free Four"/"Stay" (1972)
- "Free Four"/"The Gold It's in the..." (1972)
- "Burning Bridges"/"Childhood's End" (1972)

## Ficha Técnica
- David Gilmour - guitarras, vocais, VCS3
- Roger Waters - baixo, vocais, VCS3
- Nick Mason - bateria, percussão
- Richard Wright – teclas, vocais, VCS3
- Hipgnosis - arte da capa

## Paradas

### Álbum
| Ano  | Parada               | Posição |
| ---- | -------------------- | ------- |
| 1972 | Billboard Pop Albums | 46      |